# Villalba de Perejil (kommunhuvudort)
Villalba de Perejil är en kommunhuvudort i Spanien.   Den ligger i provinsen Provincia de Zaragoza och regionen Aragonien, i den nordöstra delen av landet, 210 km nordost om huvudstaden Madrid. Villalba de Perejil ligger 621 meter över havet och antalet invånare är 130.
Terrängen runt Villalba de Perejil är huvudsakligen kuperad, men åt nordväst är den platt. Runt Villalba de Perejil är det mycket glesbefolkat, med 7 invånare per kvadratkilometer. Närmaste större samhälle är Calatayud, 8,4 km väster om Villalba de Perejil. Omgivningarna runt Villalba de Perejil är i huvudsak ett öppet busklandskap.